# Арт ТВ
Арт ТВ је била српска телевизија. Основана је децембра 1991. године, програм је почела да емитује 31. јула 1992. године, а угашена је 2016. године. Седиште се налазило у Београду, у улици Владете Ковачевића на Сењаку. Имала је покривеност у Београду и Војводини, укључујући Нови Сад и неколико већих градова у Србији јужно од главног града. Била је прва приватна телевизија са сопственом продукцијом програма. Оснивачи су били Петар Појић, директор и технички руководилац, Андрија Појић и Милан Атанасковић, уметник, главни и одговорни уредник. Оквирно 3,5 милиона људи је било у могућности пријема програма.

### Програм
Телевизија је била конципирана као канал културе, у то време једини такав специјализовани програм на територији Југославије. Програм Арт ТВ је имао велики значај за очување културних вредности, нарочито у време опште девалвације медијских садржаја током деведесетих. Милан Атанасковић је креирао програмску концепцију као уметнички рад у процесу у коме култура и уметност постају и сами медиј. Арт ТВ је имала редакције за филмски, музички, ликовни (сликарство, вајарство, графика, фотографија...), позоришни, књижевни, научни и ауторски програм и више десетина сталних и хонорарних сарадника, уредника и аутора емисија, међу којима су били и Драган Бабић, Радослав Рале Зеленовић, Владимир Јеленковић, Мишко Шуваковић, Маја Сковран, Горан Малић, Миомир Грујић Флека, Марина Стефановић, Љиљана Павловић, Драшко Милетић, Душан Варда, Драгана Кањевац, Андреј Аћин, Љубомир Вучковић, Љиљана Сађил, Маша Милеуснић, Зорица Миливојевић, Јасмина Нинков, Радослав Пушић, Вук Бојовић, Владимир Ђурић Ђура, Милан Делчић Делча, Александар Јерков, Бошко Милин, Зоран Богдановић, Ивон Јафали, Драгана Шарић, Милица Ивановић, Влада Јелић, Јован Бојанић, Мира Томић, Александар Радивојевић, Ненад Беквалац, Воки Костић, Дејан Јелача...  и многи други. Чувен је био филмски програм Арт Биоскоп, тематске емисије као што су Арт Театар Љиљане Павловић, емисија о класичној музици Фантазија Марине Стефановић, Видео појмовник уметности 20. века Мишка Шуваковића, Панотикум, Шок коридор, Култ детективи, Линија ЕX, Пасош Географија, Глумац је глумац...
Од 1995. до 2000. Арт ТВ је ангажовањем Милана Атанасковића, водила рад и програм уметничког клуба Академија на Факултету ликовних уметности. Имала је и сталну сарадњу са Факултетом драмских уметности, Библиотеком града Београда, Коларчевом задужбином, ФЕСТ-ом, БИТЕФ-ом и многим другим културним институцијама и манифестацијама.

### Продукција
Арт ТВ је деведесетих била једина приватна телевизија опремљена репортажним колима сопствене конструкције и другим продукционо-техничким капацитетима као што је између осталог уп-линк за сателитско емитовање. Чести су били директни преноси важних кутурних и уметничких догађаја, концерата и фестивала за сопствено емитовање, али и за потребе других телевизија и аутора, што је у великој мери омогућавало финансијску независност. Арт ТВ се све време свог постојања финансирала сопственим средствима из маркетинга и продукције. Истакнути руководиоци су били директор продукције  Данијела Јевтић и маркетинга Милева Мијатовић.

### Историјат
Емитовање програма је почело из куће на Сењаку у којој је истовремено радило оделење Библиотеке града Београда. Независна, посвећена искључиво уметности и култури, телевизија је одмах привукла интересовање великог дела културне и интелектуалне јавности, али не и подршку власти, тако да је годинама уз велике напоре проширивала емисиону мрежу и успевала да одржи висок ниво програмског садржаја, служећи се алтернативним методама које је сама проналазила. Учесници програма су били безмало сви значајнији културни посленици, уметници и ствараоци којима је у том периоду на другим медијима посвећивано врло мало или нимало простора. У доба великих друштвених криза и распада југословенске заједнице деведесетих, Арт ТВ је била једини медијски  стожер и заштитник уметности и културе, а против шунда, неукуса и опште регресије.
Током НАТО бомбардовања 1999. године, након разарања градског студија РТС-а и погибије шеснаест запослених, Арт ТВ је емитовала програм националне телевизије до поновног успостављања емитовања.
У другој половини постојања, суочена са новонасталим тржишним околностима и одласком једног дела уредничког састава, телевизија је била принуђена да поступно редукује свој програм и у време затварања имала је четворо стално запослених и пет хонорарних сарадника, а финансирала се из сопствених прихода као и претходних 25 година. Разлог за гашење, како је истакла директорка Слађана Појић, била је лоша финансијска ситуација и дугови које је ова кућа имала.
2004. бивши главни и одговорни уредник Арт ТВ Милан Атанасковић покренуо је са Слободаном Атанасковићем у Паризу алтернативни интернационални сателитски програм специјализован за видео-уметност Арт Чанел и касније О Арт ТВ, видљив на сателитима Еутелсат-а и у мрежама француских и европских оператера, а од 2011. оарт.тв преко интернета.

### Награде
Арт ТВ је награђена Наградом за трајни допринос култури Златни беочуг Београда 2001. године и бројним другим признањима и захвалницама.